# Orfeas
Orfeas (in greco Ορφέας?, in bulgaro: Orfeij, Орфей) è un ex comune della Grecia nella periferia della Macedonia orientale e Tracia di 6 146 abitanti secondo i dati del censimento 2001.
È stato soppresso a seguito della riforma amministrativa detta Programma Callicrate in vigore dal gennaio 2011 ed è ora compreso nel comune di Soufli.

## Località
Orfeas è suddiviso nelle seguenti comunità (i nomi dei villaggi tra parentesi):
- Lavara
- Amorio
- Kyriaki
- Mandra
- Mavrokklisi (Mavrokklisi, Korymvos)
- Mikro Dereio (Mikro Dereio, Geriko, Goniko, Mega Dereio, Petrolofos, Roussa, Sidirochori)
- Protokklisi (Protokklisi, Agriani)